# Croton verticillatus
Croton verticillatus är en törelväxtart som beskrevs av Sessé och José Mariano Mociño. Croton verticillatus ingår i släktet Croton och familjen törelväxter. Inga underarter finns listade i Catalogue of Life.